# Германия на «Евровидении-2011»
Германия принимала участие в Евровидении 2011 в качестве хозяина конкурса после победы немецкой певицы Лены Майер-Ландрут на Евровидении 2010. В июне 2010 года было объявлено, что Лена будет защищать титул победителя на Евровидении в Германии. Песня для Майер-Ландрут была выбрана с помощью открытого отбора.

## Unser Song für Deutschland
На пресс-конференции после победы Лены на Евровидении 2010 Штефан Рааб объявил, что в 2011 году Лена вновь станет представителем Германии и будет защищать титул победителя. Эта информация была подтверждена ARD 30 июня. В декабре были оглашены детали проведения отбора песни: три шоу будут проведены 31 января (первый полуфинал), 7 февраля (второй полуфинал) и 18 февраля (финал). 27 января были объявлены имена шести членов жюри (имеющих право лишь высказывать своё мнение, но не влиять на результат отбора).

### Первый полуфинал
Первый полуфинал прошёл 31 января.
Члены жюри: 
- Штефан Рааб
- Дер Граф, солист немецкой группы Unheilig
- Штефани Клос, солистка немецкой группы Silbermond

Лена Майер-Ландрут выступила с шестью песнями, три из которых прошли в финал по результатам телеголосования.
| # | Песня                 | Авторы                                       | Результат |
| - | --------------------- | -------------------------------------------- | --------- |
| 1 | «Good News»           | Audra Mae & Ferras Alqaisi                   | —         |
| 2 | «Maybe»               | Daniel Schaub & Pär Lammers                  | финал     |
| 3 | «I Like You»          | Rosi Golan & Johnny McDaid                   | —         |
| 4 | «That Again»          | Stefan Raab                                  | —         |
| 5 | «Taken by a Stranger» | Gus Seyffert, Nicole Morier, Monica Birkenes | финал     |
| 6 | «What Happened to Me» | Lena Meyer-Landrut & Stefan Raab             | финал     |

### Второй полуфинал
Второй полуфинал прошёл 7 февраля.
Члены жюри: 
- Штефан Рааб
- Анке Энгельке, комедийная актриса, певица и ведущая Евровидения 2011
- Джой Деналани, соул-певица

Лена Майер-Ландрут выступила с шестью песнями, три из которых прошли в финал по результатам телеголосования.
| # | Песня               | Авторы                                                 | Результат |
| - | ------------------- | ------------------------------------------------------ | --------- |
| 1 | «A Million and One» | Errol Rennalls & Stavros Ioannou                       | финал     |
| 2 | «Teenage Girls»     | Viktoria Hansen, Lili Tarkow-Reinisch, Yacíne Azeggagh | —         |
| 3 | «Push Forward»      | Daniel Schaub & Pär Lammers                            | финал     |
| 4 | «At All»            | Aloe Blacc                                             | —         |
| 5 | «A Good Day»        | Audra Mae, Todd Wright, Scott Simons                   | —         |
| 6 | «Mama Told Me»      | Stefan Raab & Lena Meyer-Landrut                       | финал     |

### Финал
Финал шоу Unser Song für Deutschland прошёл 18 февраля.
Члены жюри: 
- Штефан Рааб
- Барбара Шонебергер, телеведущая и певица
- Адель Тавиль, солист немецкой группы Ich+Ich

Лена Майер-Ландрут выступила с шестью песнями, отобранными из полуфиналов. По результатам зрительского голосования победителем была выбрана песня «Taken by a Stranger».
| # | Песня                 | Авторы                                       | Результат   |
| - | --------------------- | -------------------------------------------- | ----------- |
| 1 | «Maybe»               | Daniel Schaub & Pär Lammers                  | —           |
| 2 | «What Happened to Me» | Lena Meyer-Landrut & Stefan Raab             | —           |
| 3 | «Push Forward»        | Daniel Schaub & Pär Lammers                  | супер-финал |
| 4 | «Mama Told Me»        | Lena Meyer-Landrut & Stefan Raab             | —           |
| 5 | «A Million and One»   | Erroll Rennalls & Stavros Ioannou            | —           |
| 6 | «Taken by a Stranger» | Gus Seyffert, Nicole Morier, Monica Birkenes | супер-финал |

#### Супер-финал
| # | Песня                 | Композиторы                                  | Результат |
| - | --------------------- | -------------------------------------------- | --------- |
| 1 | «Push Forward»        | Daniel Schaub & Pär Lammers                  | 21%       |
| 2 | «Taken by a Stranger» | Gus Seyffert, Nicole Morier, Monica Birkenes | 79%       |

## На Евровидении
Германия, как хозяин конкурса и как член «большой пятёрки», автоматически является финалистом. Лена Майер-Ландрут выступила в финале 14 мая под шестнадцатым номером и заняла десятое место.

### Голоса Германии во втором полуфинале
| Страна               | Баллы |
| -------------------- | ----- |
| Австрия              | 12    |
| Дания                | 10    |
| Ирландия             | 8     |
| Босния и Герцеговина | 7     |
| Румыния              | 6     |
| Молдавия             | 5     |
| Болгария             | 4     |
| Словения             | 3     |
| Кипр                 | 2     |
| Швеция               | 1     |

### Голоса за Германию в финале
| Баллы | Страны                                         |
| ----- | ---------------------------------------------- |
| 12    | -                                              |
| 10    | Австрия                                        |
| 8     | Беларусь, Латвия, Нидерланды, Швейцария        |
| 7     | Нидерланды, Словения                           |
| 6     | Исландия, Италия, Швеция                       |
| 5     | Бельгия, Норвегия                              |
| 4     | Греция, Польша                                 |
| 3     | Босния и Герцеговина, Испания, Турция, Франция |
| 2     | Литва                                          |
| 1     | Хорватия                                       |

### Голоса Германии в финале
| Страна               | Баллы |
| -------------------- | ----- |
| Австрия              | 12    |
| Греция               | 10    |
| Ирландия             | 8     |
| Босния и Герцеговина | 7     |
| Дания                | 6     |
| Россия               | 5     |
| Молдавия             | 4     |
| Италия               | 3     |
| Финляндия            | 2     |
| Словения             | 1     |